# Wojciech Rencz
Wojciech Rencz (ur. 6 sierpnia 1972) – polski motocyklista, zwycięzca Sześciodniówki Motocyklowej (1993 – drużynowo).

## Życiorys
Był zawodnikiem Automobilklub Polski Głogów, w 2009 został zawodnikiem Havi Racing Team.
Był członkiem reprezentacji Polski, która w 1993 zwyciężyła w International Six Days Enduro (Sześciodniówce Motocyklowej). W 1992 zajął z reprezentacją Polski 3. miejsce w Sześciodniówce Motocyklowej w konkurencji juniorów.
W 2001 wystartował w Rajdzie Paryż-Dakar, ale wycofał się po 5. etapie, z powodu kontuzji.